# Santa Cruz de La Palma
Santa Cruz de La Palma es una ciudad y municipio español, capital de la isla de La Palma, en la provincia de Santa Cruz de Tenerife, comunidad autónoma de Canarias. Situado en el este de la isla, el término municipal tiene una superficie de 43,38 km², y con una población de 15 565 habitantes (INE 2024), es el segundo más poblado de La Palma, tras Los Llanos de Aridane.
Fundada el 3 de mayo de 1493 tras la conquista del bando benahoarita de Tedote y Tenibucar, su amplia bahía acogió una de las más importantes escalas comerciales entre Europa y América. El puerto de Santa Cruz de La Palma proporcionó un importante auge económico para la ciudad y la isla, haciéndola tan cosmopolita como vulnerable a los ataques piratas. En 1773 un litigio planteado contra la oligarquía local convirtió a la capital palmera en el primer ayuntamiento español elegido de forma democrática. Su historia queda reflejada en la arquitectura barroca de su casco histórico, declarado bien de interés cultural en 1975.
Santa Cruz de La Palma es sede de la Diputación del Común, institución que actúa como defensor del pueblo de la comunidad autónoma canaria. Como capital insular, acoge además a la sede del Cabildo de La Palma (órgano de gobierno de la isla), de la dirección insular de la Administración General del Estado, de los juzgados de su partido judicial, así como de otras instituciones educativas, culturales y deportivas de importancia para la isla. Junto a la vecina villa de Breña Alta, constituye el núcleo principal de un área urbana de más de 30000 habitantes, localizándose dentro de la misma el aeropuerto y el hospital universitario de La Palma.
El término municipal se extiende desde la crestería de la Cumbre Nueva hasta el océano Atlántico, y abarca también a varios núcleos de medianías, agrupados en los barrios de La Dehesa, Mirca y Velhoco. En esta zona se encuentra el Real Santuario de la Virgen de las Nieves, patrona de La Palma. Su bajada lustral a la ciudad es la fiesta más reconocida de Santa Cruz de La Palma, declarada de interés turístico nacional. Destacan también su Semana Santa (de interés turístico de Canarias) y su carnaval, con la fiesta de Los Indianos como acto más significativo.

## Toponimia
La zona en donde se encuentra la localidad de Santa Cruz de La Palma pertenecía al cantón aborigen de Tedote, una de las doce demarcaciones territoriales en las que se dividía la isla de La Palma en tiempos de los benahoaritas, los aborígenes palmeros.
La ciudad actual fue fundada por el conquistador y adelantado Alonso Fernández de Lugo el 3 de mayo de 1493, día de la Invención de la Santa Cruz en el calendario católico. La mayoría de los investigadores coinciden en que fue fundada con el nombre de Villa de Apurón. Si bien, en una data de 1508 ya aparece mencionada como Villa de Santa Cruz, posteriormente vuelve a ser mencionada como Villa de Apurón en una sinodal del obispo de Canarias Fernando Vázquez de Arce efectuada entre 1514 y 1515. Probablemente esto se deba a que pese a que su nombre original era Apurón, también era conocida popularmente desde el principio con el nombre de Santa Cruz, en razón del día en que fue fundada e imponiéndose este último nombre sobre el anterior con el paso del tiempo. A pesar de esto, según otros investigadores la ciudad fue fundada como Villa de Santa Cruz y la denominación de Apurón sería más bien algún modismo popularizado y vulgar del lenguaje coloquial del momento.
En una Real Célula del emperador Carlos V (1533) vuelve a ser mencionada como Villa de Santa Cruz, y en 1542 se incluye también el nombre de la isla: «Noble ciudad de Santa Cruz, isla del Señor de San Miguel de La Palma», esto último claramente para diferenciarla de la ciudad de Santa Cruz de Tenerife situada en la isla homónima. Posteriormente, y ya como Santa Cruz de La Palma, el rey Felipe II le concedería el título de «Muy Noble y Leal».

## Geografía

Término municipal con respecto a la isla de La Palma

La ciudad se encuentra situada en la vertiente oriental de la isla de La Palma, de cuyo Cabildo es capital, entre el Risco de la Concepción, en el borde de La Caldereta (antigua caldera volcánica), y el Barranco Seco. Parte de la ciudad y el puerto se ubican sobre el antiguo derrame de la lava de La Caldereta, enfriada bruscamente al romperse la parte de la pared que queda hacia el noreste, con lo que la lava llegó rápidamente al mar donde formó una colada basáltica. Goza durante todo el año de un clima suave si bien es habitual que su cielo esté cubierto por nubes debido a la influencia de los vientos alisios procedentes del océano Atlántico.
El municipio tiene una extensión de 43,38 km², con 4,03 km de longitud de costa y una población de 15.695 habitantes (INE, enero de 2020), de los cuales 15 000 residen en la ciudad y los demás en los barrios periféricos. El núcleo urbano se encuentra al nivel del mar, pero el territorio municipal se extiende hasta los 1800 m de altitud.
Los principales barrios son:
- El casco urbano, con los pequeños barrios de: La Luz, San Telmo, San Sebastián, El Puente, Benahoare, La Alameda, La Calle Real, El Pilar y El Marquito.
- En la periferia se encuentran los barrios de Calsinas, Velhoco, Las Nieves, La Dehesa, La Encarnación, El Planto, El Carmen y Mirca.

## Historia
Fue fundada el 3 de mayo de 1493 por el Adelantado Alonso Fernández de Lugo con el nombre de Villa de Apurón, en la desembocadura del riachuelo donde estaba la cueva del antiguo jefe del reino de Tedote (la actual Cueva de Carías, al norte de la ciudad) y quedó a cargo, al igual que el resto de la isla, de Juan Fernández de Lugo Señorino, sobrino del conquistador. La elección de este lugar para establecer la capital fue debido a las características portuarias del enclave, protegido de los vientos e idóneo para que recalasen los barcos. Existe constancia de la existencia de la iglesia principal, El Salvador, desde 1512.
La ciudad creció rápidamente gracias a su puerto que era el último en la ruta de América, y por el que se exportaba la caña de azúcar producida en la isla.
La ciudad fue destruida en 1553 por el pirata François Le Clerc, más conocido por Pata de Palo, por lo que tuvo que ser reconstruida y fortificada. De las antiguas fortificaciones quedan únicamente el castillo de Santa Catalina y el castillo de Santa Cruz del Barrio, recientemente rehabilitado al norte de la desembocadura del Barranco de Las Nieves, donde también se conservan restos de la muralla y portada.
En 1558, por decisión de Felipe II, se crea en Santa Cruz de La Palma el primer Juzgado de Indias. Todos los buques españoles que iban en comercio hacia las colonias americanas debían registrarse en el juzgado.
Santa Cruz de La Palma tiene privilegio de contar con el primer ayuntamiento de España elegido democráticamente, que estaba localizado en lo que hoy se conoce como Cueva de Carías, así nos lo confirma una placa en la entrada del actual ayuntamiento. En 1773 se celebraron las primeras elecciones por sufragio popular de toda España, tras un pleito contra los regidores perpetuos de la ciudad mantenido por el comerciante de origen irlandés Dionisio O'Daly y Anselmo Pérez de Brito, quienes obtuvieron una resolución favorable de la Corona de Castilla.

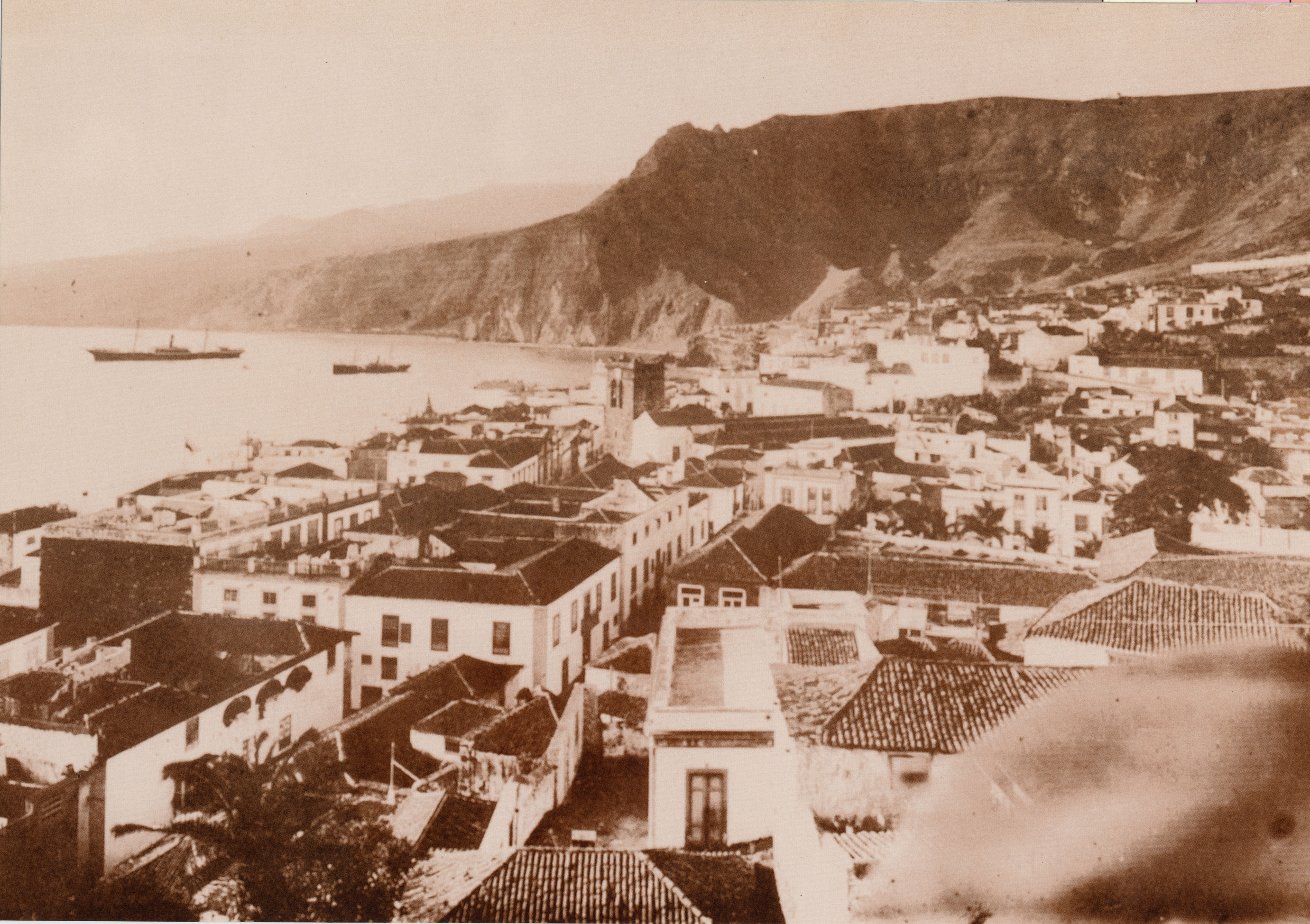
La localidad hacia 1890

La crisis económica que la economía agraria insular ha sufrido a lo largo de su historia, así como las limitaciones de espacio para expandirse, han provocado que la población esté estancada. En 1900 contaba con unos 11 000 habitantes, solo 7000 menos que ahora. Los municipios de los alrededores (Breña Alta y Breña Baja), que sí disponen de espacio libre, han crecido espectacularmente en los últimos años como ciudades dormitorio.
Al producirse el levantamiento militar de 1936, que continuaría la guerra civil española, la isla de La Palma se resistirá al golpe y mantendrá la legalidad republicana hasta el 25 de julio, cuando llega a la ciudad de Santa Cruz de La Palma el cañonero Canalejas. Este episodio será conocido con el nombre de Semana Roja.
En 1943 la Diputación provincial elige mayoritariamente a su alcalde Rafael de la Barreda Díaz para el cargo de procurador en Cortes en la I Legislatura de las Cortes Españolas (1943-1946), representando a los municipios de esta provincia.
Tras la transición democrática de 1975, y las primeras elecciones municipales libres de 1979 el municipio es de los primeros en tener un alcalde del PCE.
La ciudad sufrió una grave inundación en enero de 1998 por una marea viva combinada con un temporal oceánico, que causó numerosos daños materiales, aunque no hubo muertos ni dañó a ningún edificio.

## Administración y política
| Periodo   | Nombre                        | Partido | Partido                                  |
| --------- | ----------------------------- | ------- | ---------------------------------------- |
| 1979-1987 | Antonio Sanjuán Hernández     |         | Partido Comunista de España (PCE)        |
| 1987-1991 | Antonio Sanjuán Hernández     |         | Izquierda Unida (IU)                     |
| 1991-2005 | Carlos Javier Cabrera Matos   |         | Partido Popular (PP)                     |
| 2005-2006 | Juan Ramón Felipe San Antonio |         | Coalición Canaria (CC)                   |
| 2006-2007 | Anselmo Pestana Padrón        |         | Partido Socialista Obrero Español (PSOE) |
| 2007-2011 | Juan Ramón Felipe San Antonio |         | Coalición Canaria (CC)                   |
| 2011-2013 | Sergio Matos Castro           |         | Partido Socialista Obrero Español (PSOE) |
| 2013-2015 | Juan José Cabrera Guelmes     |         | Partido Popular (PP)                     |
| 2015-2019 | Sergio Matos Castro           |         | Partido Socialista Obrero Español (PSOE) |
| 2019-2022 | Juan José Cabrera Guelmes     |         | Partido Popular (PP)                     |
| 2022-2023 | Juan José Neris Hernández     |         | Partido Socialista Obrero Español (PSOE) |
| 2023-act. | Asier Antona Gómez            |         | Partido Popular (PP)                     |

| Partido político | Partido político                         | 2007   | 2011   | 2015   | 2019   | 2023   |
| Partido político | Partido político                         | Ediles | Ediles | Ediles | Ediles | Ediles |
|                  | Partido Popular (PP)                     | 5      | 6      | 5      | 5      | 7      |
|                  | Partido Socialista Obrero Español (PSOE) | 6      | 5      | 6      | 6      | 5      |
|                  | Coalición Canaria (CC)                   | 6      | 6      | 3      | 4      | 4      |
|                  | Nueva Canarias (NC)                      | 0      | —      | 1      | 1      | 1      |
|                  | Centro Canario Nacionalista (CCN)        | 0      | —      | —      | —      | —      |
|                  | Izquierda Unida (IU)                     | 0      | —      | 1      | 0      | —      |
|                  | Ciudadanos (CS)                          | —      | —      | 1      | 1      | 0      |
|                  | Unión Progreso y Democracia (UPyD)       | —      | —      | 0      | —      | —      |
|                  | Podemos                                  | —      | —      | —      | 0      | 0      |
|                  | Partido Drago Canarias                   | —      | —      | —      | —      | 0      |
|                  | Movimiento Alternativo Electoral (MAE)   | —      | —      | —      | —      | 0      |
|                  | Vox                                      | —      | —      | —      | —      | 0      |

## Demografía
Santa Cruz de La Palma cuenta con una población de 15 565 habitantes (INE 2024).
| Gráfica de evolución demográfica de Santa Cruz de la Palma entre 1842 y 2021                                        |
| |
| Población de derecho según los censos de población del INE Población de hecho según los censos de población del INE |

### Población por núcleos

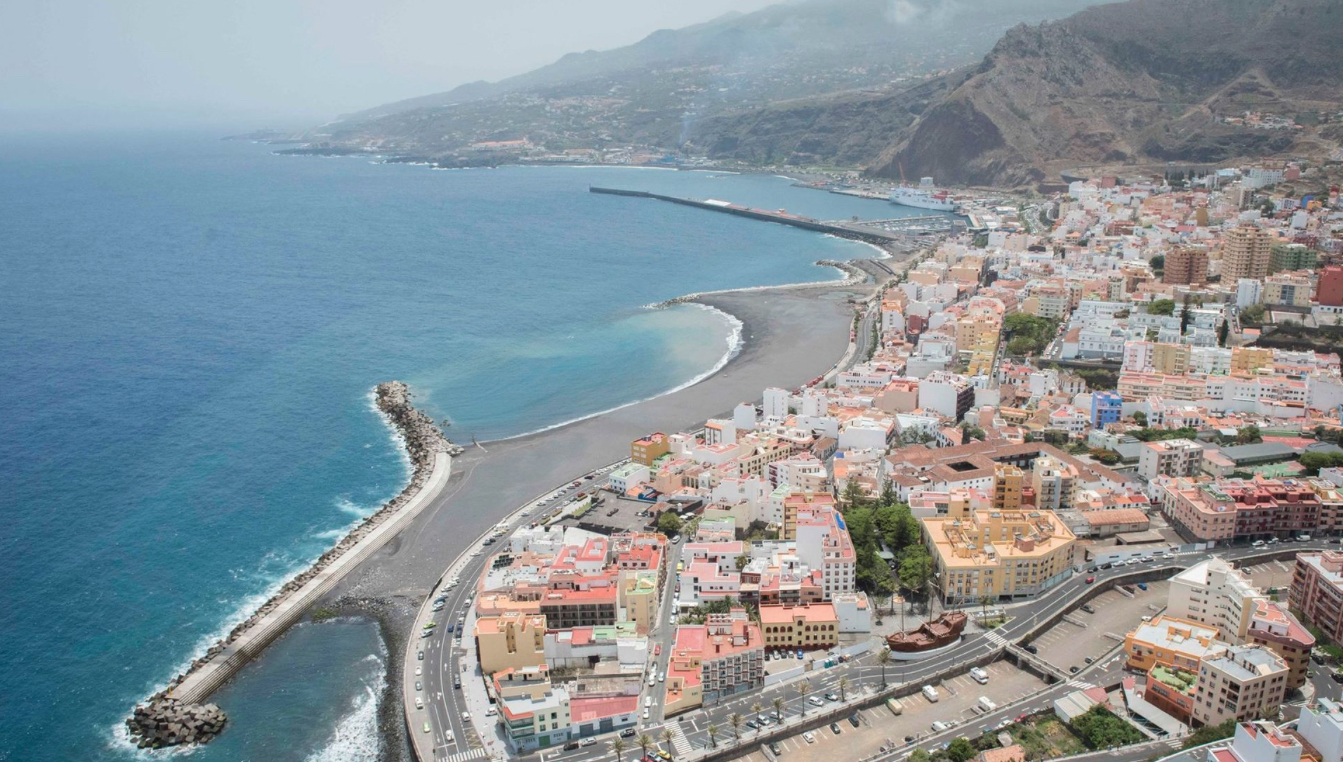
Vista aérea

Desglose de población según el Padrón Continuo por Unidad Poblacional del INE.
| Núcleos                     | Habitantes (2012) | Varones | Mujeres |
| --------------------------- | ----------------- | ------- | ------- |
| Barranco de la Madera       | 84                | 40      | 44      |
| Barranco del Río            | 39                | 19      | 20      |
| Candelaria                  | 54                | 24      | 30      |
| Cuesta del Llano de la Cruz | 199               | 91      | 108     |
| El Dorador                  | 11                | 4       | 7       |
| El Frontón                  | 5                 | 2       | 3       |
| El Morro                    | 59                | 30      | 29      |
| El Planto                   | 121               | 64      | 57      |
| El Pocito                   | 109               | 56      | 53      |
| Juan Mayor                  | 180               | 76      | 104     |
| La Portada                  | 67                | 35      | 32      |
| La Verada                   | 62                | 29      | 33      |
| Las Lajitas                 | 9                 | 4       | 5       |
| Las Nieves                  | 14                | 8       | 6       |
| Las Tierritas               | 118               | 63      | 55      |
| Las Toscas                  | 67                | 37      | 30      |
| Llano Grande                | 98                | 44      | 54      |
| Lomo de los Gomeros         | 9                 | 6       | 3       |
| Lomo del Centro             | 231               | 120     | 111     |
| Lomo Espanta                | 136               | 74      | 62      |
| Los Álamos                  | 149               | 73      | 76      |
| Mirca                       | 1040              | 502     | 538     |
| Roque de Arriba             | 84                | 38      | 46      |
| Santa Cruz de La Palma      | 13608             | 6610    | 6998    |
| Velhoco                     | 152               | 81      | 71      |

## Economía
El puerto de la ciudad es el único puerto de pasajeros y mercancías de la isla, y mantiene conexiones regulares con los puertos de Cádiz, Los Cristianos (Tenerife), Santa Cruz de Tenerife, Las Palmas de Gran Canaria y Arrecife. A pesar de los obstáculos originados por la topografía, las vías de comunicación con el resto de los municipios de la isla son bastante buenas, sobre todo después de las mejoras realizadas en las últimas décadas: no debemos olvidar que, aunque de menor población que Los Llanos de Aridane, Santa Cruz de la Palma tiene una próspera economía con un comercio muy importante por ser la vía de entrada a la importación así como la de salida de los productos de exportación de toda la isla. Desde el sur de la ciudad se llega rápidamente al Aeropuerto de Mazo a través de una vía cuya calzada en sentido sur (la que va hacia el aeropuerto) pasa por un túnel que corta una de las paredes de La Caldereta. La calzada en sentido norte, la que entra en la ciudad, pasa por fuera de la Caldereta en terrenos ganados al mar. Y al final del puerto comienza la zona comercial de la ciudad, compuesta por dos calles paralelas a la línea de la costa y que vendría a terminar en la avenida de El Puente una y en la plaza de La Alameda la otra.

## Servicios

### Transporte y comunicaciones
El municipio cuenta con servicio de taxi y está comunicado con las siguientes líneas insulares de guagua:
| Línea | Trayecto                                           | Recorrido     |
| ----- | -------------------------------------------------- | ------------- |
| 2     | Servicio Urbano (El Muelle - El Pilar - El Muelle) | Horario/Línea |
| 11    | S/C Palma – Mirca – La Dehesa – S/C Palma          | Horario/Línea |
| 12    | S/C Palma – La Cuesta – Hospital                   | Horario/Línea |
| 20    | S/C Palma – San Isidro – S/C Palma                 | Horario/Línea |
| 33    | S/C Palma – Las Nieves – Hospital                  | Horario/Línea |
| 35    | S/C Palma – Las Breñas – Hospital                  | Horario/Línea |
| 100   | S/C Palma – Barlovento                             | Horario/Línea |
| 200   | S/C Palma – Breña Baja – Mazo – Fuencaliente       | Horario/Línea |
| 201   | S/C Palma – Hoyo de Mazo – Fuencaliente            | Horario/Línea |
| 300   | S/C Palma – Hospital – Los Llanos                  | Horario/Línea |
| 500   | S/C Palma – Los Cancajos – Aeropuerto              | Horario/Línea |

## Cultura

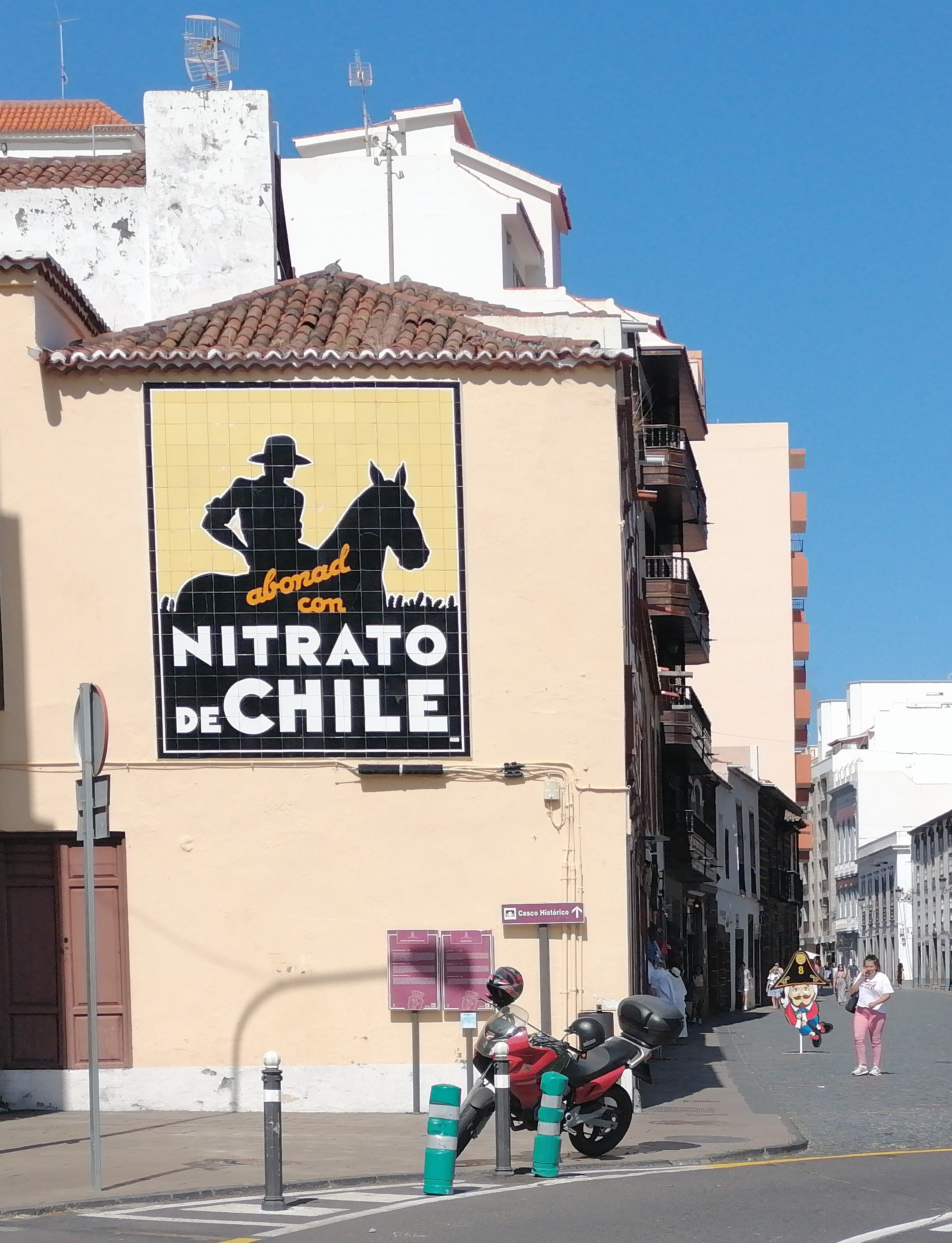
Antiguo cartel en la calle O'Daly

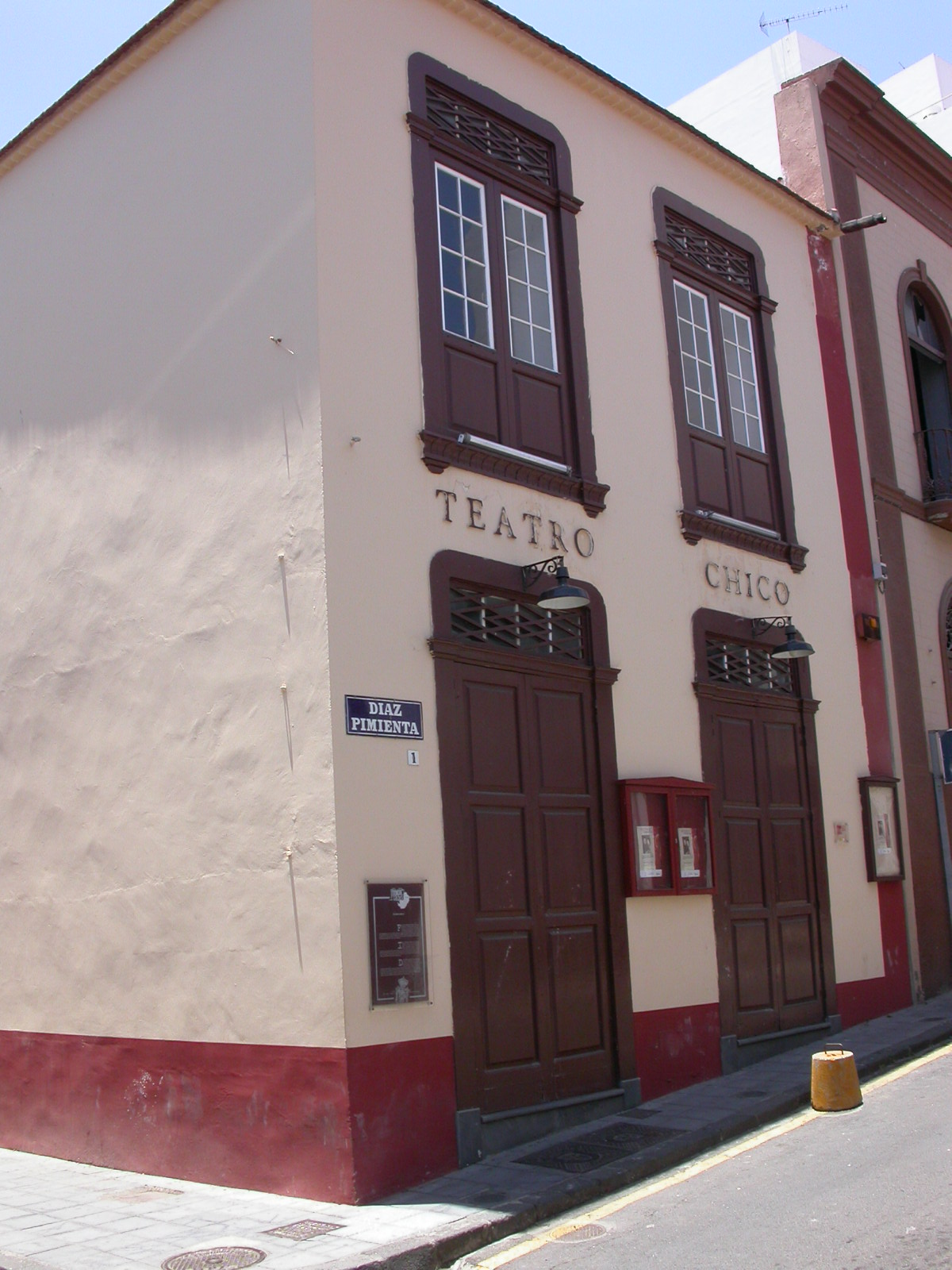
Teatro Chico

La ciudad posee un rico patrimonio artístico de estilo renacentista, barroco y neoclásico, destacando en el plano arquitectónico el conjunto de la monumental plaza de España, con la iglesia matriz de El Salvador, el edificio del ayuntamiento, la fuente de piedra y varias casas nobles, que constituyen el principal ejemplo de arquitectura renacentista del Archipiélago. También es importante la Quinta Verde, el ejemplo más representativo en Canarias del tipo arquitectónico de quinta suburbana.
La arteria principal de la ciudad la componen las calles O'Daly y Anselmo Pérez de Brito, conocidas popularmente como la calle Real tras la visita en 1906 de Alfonso XIII. Aquí encontramos una gran cantidad de inmuebles de gran interés: El Palacio Sotomayor con su fachada de piedra basáltica, La Casa Principal de Salazar con sus 4 pisos de balcones, el conjunto de la plaza de España, la Sociedad La Investigadora, la plaza del Borrero, la acera Ancha, la Alameda y el Barco de la Virgen. También el antiguo mosaico comercial Abonad con Nitrato de Chile.
Igualmente destacados son los templos de San Francisco, con su antiguo convento dominico, hoy sede del Museo Insular, y el de Santo Domingo. También sobreviven algunas fortificaciones como el Castillo de Santa Catalina o el San Fernando. Sin embargo, una de las vistas más conocidas de Santa Cruz de La Palma es la avenida Marítima y sus populares balcones de madera, que ofrecen la imagen más característica de la ciudad. 
En el apartado artístico son notables las obras de arte (escultura y pintura, fundamentalmente) importadas de Flandes y América, en especial las de temática religiosa. La ciudad dispone de dos teatros: el Teatro Circo de Marte y el Teatro Chico.

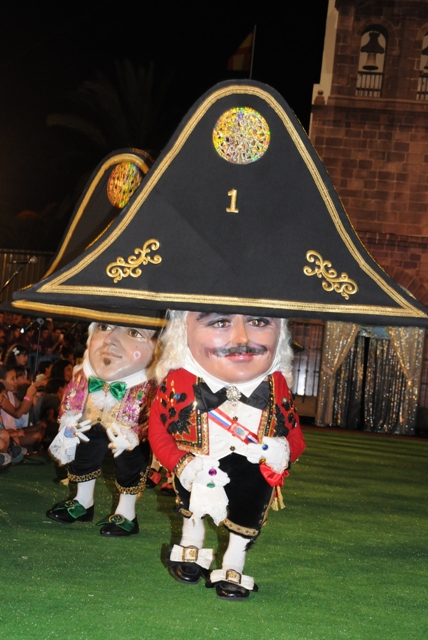
Danza de los Enanos, 2015

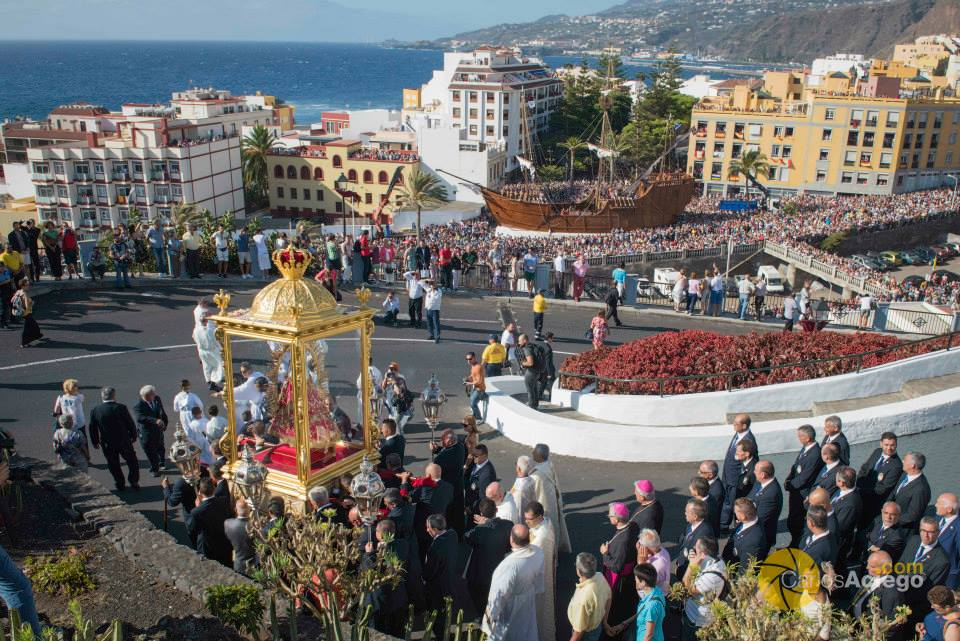
Entrada en la ciudad de la Virgen de Las Nieves

Santa Cruz de La Palma cuenta con un rico calendario festivo, siendo su principal cita anual el carnaval, con Los Indianos como punto culminante. Otra celebración a tener en cuenta es la Semana Santa, la única del Archipiélago que ha sido declarada Fiesta de Interés Turístico Regional. Las Fiestas de la Cruz se celebran el 3 de mayo, conmemorando la fundación de la ciudad, y se caracterizan por la antigua tradición de adornar las numerosas cruces que pueblan calles, plazas y rincones del municipio con los más variados motivos ornamentales, desde flores hasta lujosas joyas. A esta costumbre se unen otras como es la confección de mayos, peleles con cuerpo de madera y papel vestidos con ropas viejas, colocados en grupo para representar una escena costumbrista o un episodio local. Cada cinco años se celebran las Fiestas Lustrales de la Bajada de la Virgen de las Nieves, declaradas de Interés Turístico Nacional, en honor a la patrona de la isla. Las últimas se celebraron en julio de 2015 y la siguiente edición será en julio de 2020. Un extenso programa de actos lúdicos y espectaculares llena las calles y plazas de la ciudad, en una celebración que reúne a palmeros llegados de todas las partes del mundo.
Destacan, entre los espectáculos y regocijos populares, la romería o bajada del trono de plata de la imagen por el camino real de El Planto; el desfile de Pandorgas: miles de farolillos de madera y papel de colores iluminados con velas; la danza de mascarones (también conocidos como gigantes y cabezudos); la Danza de Acróbatas, que simula el mundo de los ejercicios circenses; el Festival del siglo XVIII, danza que recrea la suntuosidad y elegancia del rococó dieciochesco; el Carro Alegórico y Triunfal, heredero de los autos sacramentales barrocos. La magia se reserva para el número por excelencia de las fiestas: la Danza de Enanos. Ante la atenta mirada de la concurrencia, un grupo de hombres ataviados en cada ocasión con una alegoría diferente (vikingos, cardenales, juglares, etc.) interpreta una danza inicial; en breves segundos, los hombres se transforman en diminutos enanos que bailan una coreografía trepidante. Finalmente la entrada de la Virgen en la ciudad, el segundo domingo del mes, se celebra con toda solemnidad con el concurso de diálogos, loas y liturgias. Tras poco menos de tres semanas en la parroquia de El Salvador, la Virgen retorna el 5 de agosto a su Santuario del Monte.

### Patronazgo
Los patrones de Santa Cruz de La Palma son: la Santa Cruz (cuya fiesta es el 3 de mayo) y Santa Águeda de Catania (que se celebra el 5 de febrero). Por su parte, la Virgen de las Nieves (patrona de La Palma, su onomástica es el 5 de agosto) es la Alcaldesa Honoraria de Santa Cruz de La Palma.

## Personas destacadas
- Antonio José Álvarez de Abreu, I marqués de la Regalía (1683-1756), abogado.
- Luis Tomás Leal (1688-1757), provincial de la Orden de Predicadores en Canarias entre 1727 y 1735.
- Manuel Díaz Hernández (1774-1863), polifacético sacerdote ilustrado y humanista.
- Manuel González Méndez (1843-1909), pintor y profesor de Bellas Artes.
- José Miguel Pérez Pérez (1896-1936), maestro y político, fundador del Partido Comunista de Cuba y del Partido Comunista de Canarias.
- Blas Pérez González (1898-1978), ministro de la gobernación entre 1942 y 1957.
- Carmen Arozena Rodríguez (1917-1963), pintora y grabadora.
- Jaime Pérez García de Aguiar (1930-2009), Cronista Oficial de Santa Cruz de La Palma.
- Manolo Blahnik (1942- ), diseñador de calzado.
- Fernando Fernández Martín (1943- ), médico y político, presidente del Gobierno de Canarias entre 1987 y 1988.
- Luis Morera Felipe (1946- ), artista multidisciplinar.
- Samuel García Cabrera (1991- ), atleta, campeón de España en 400 metros lisos.